# Auriga

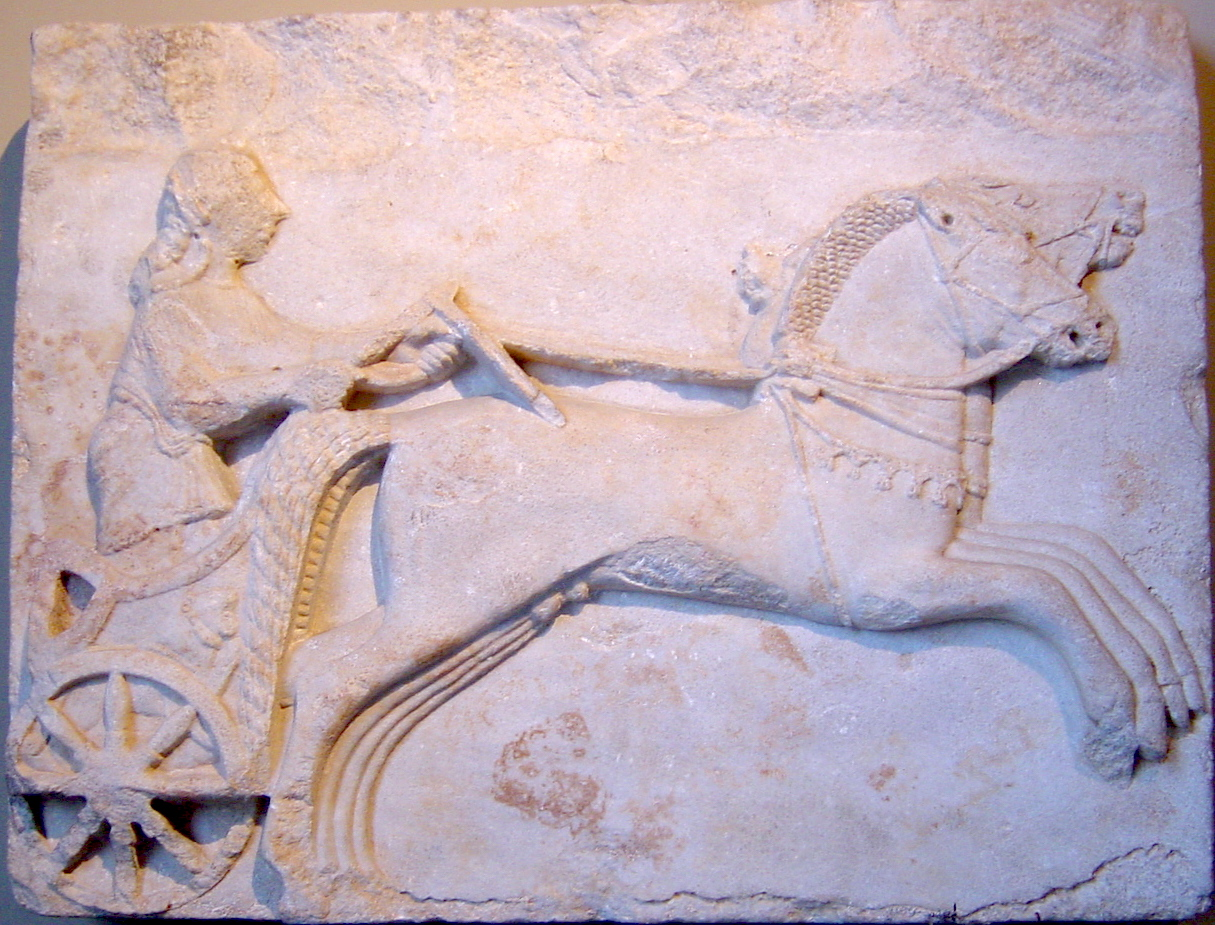
Auriga griego. Bajorrelieve del a. C. procedente de Cícico.

Un auriga era quien debía conducir la biga, vehículo ligero tirado por dos caballos, que era el medio de transporte de algunos romanos, principalmente de los comandantes militares; al estar en sus manos la seguridad de su amo era seleccionado cuidadosamente entre esclavos dignos de confianza.
Otra teoría indica que era el nombre dado al esclavo que sostenía la corona de laurel durante los triunfos romanos, susurrando continuamente recuerda que eres (solamente) un hombre para evitar que la celebración llevase al general a enorgullecerse demasiado.
El término llegó a ser común en las últimas épocas, indicando al conductor de cualquier vehículo.

## Carreras de carros alegóricos
En la época del Imperio aumentó el gusto por las carreras, y los aurigas se convirtieron en ídolos de la multitud, aunque seguían siendo esclavos y libertos que competían en varias categorías: bigas (de dos caballos), trigas (de tres), cuadrigas (de cuatro) y carros con tiros de seis, ocho y hasta diez caballos. 
En el siglo II se denominaba miliarios a aquellos aurigas que hubiesen acumulado mil victorias; gozaban de respeto y fama y acumulaban grandes riquezas.
Uno de los más conocidos fue un hispano-lusitano llamado Cayo Apuleyo Diocles, el cual se dedicó a las carreras de caballos durante 24 años, y en honor al cual se erigió un monumento cerca del Circo romano.